# Igarapé Tarumã-açu
Igarapé Tarumã-açu är ett vattendrag i Brasilien.   Det ligger i delstaten Amazonas, i den centrala delen av landet, 1 900 km nordväst om huvudstaden Brasília.
Omgivningarna runt Igarapé Tarumã-açu är en mosaik av jordbruksmark och naturlig växtlighet. Runt Igarapé Tarumã-açu är det ganska tätbefolkat, med 144 invånare per kvadratkilometer.